# Llibertat positiva
La llibertat positiva, o l'aspecte intern de la llibertat, és la capacitat dels individus de decidir vertaderament sobre les opcions que se li presenten. Es diferencia de la llibertat negativa, o aspecte extern de la llibertat, en la qual es té en consideració l'absència de restriccions alienes a l'individu que podrien limitar les seves opcions. La distinció entre un tipus i altre de llibertat es remunta almenys a Kant (1724 - 1804). Isaiah Berlin va definir-la i desenvolupar-la en profunditat en el seu assaig Dos conceptes de llibertat de 1968.
Així, per exemple, en una democràcia, el dret a votar lliurement sense coaccions és una forma de llibertat negativa, basada en la no-ingerència de l'estat o de qualsevol altre instància que obstaculitzi a la persona participar en la votació. No obstant això, si el votant no sap llegir ni escriure, o no disposa d'informació sobre les candidatures, aleshores no estarà en condicions de decidir vertaderament sobre el seu vot, i per tant, mancarà de llibertat en el sentit positiu.

## Factors rellevants
L'autonomia, és a dir, que l'individu tingui el control sobre la seva vida, es presenta com un factor indispensable perquè una decisió sigui vertadera. Per això aquest tipus de llibertat també s'ha anomenat «llibertat com a autonomia» o «llibertat com a no dominació». Altres factors que s'han destacat són la informació i el pensament crític.

## El "jo dividit"
Hi ha hagut una línia de pensament —iniciada per Rousseau, desenvolupada posteriorment per Kant, i adoptada per Fichte, Hegel, Marx, entre d'altres— que han explicat l'existència d'un "jo dividit" entre un "jo superior" i un "jo inferior", i que la llibertat positiva s'assoleix quan el "jo superior" té el control sobre el "jo inferior". Per exemple, Kant va definir el "jo superior" com a ideal, racional, transcendental, vertader, moral; mentre que el "jo inferior" com a irracional, emocional, fenomenal, empíric.
També s'ha teoritzat sobre un "jo superior" col·lectiu, com ara la nació, la voluntat general o el proletariat, que un cop assoleix el seu vertader propòsit (la dominació mundial, el govern de la majoria o la implantació del comunisme) podrà assolir la llibertat. Isaiah Berlin considera que l'existència d'un propòsit "superior" com a requisit per a la llibertat ha justificat totalitarismes com ara l'Alemanya nazi o l'URSS. El filòsof adverteix que alguns actors han utilitzat aquesta idea del jo dividit per instaurar un únic concepte d'allò que és "superior" que els ha servit de pretext per justificar totalitarismes en nom de la llibertat. Per exemple, Adolf Hitler en el seu llibre Mein Kampf (en català, 'La meva lluita') de 1925 explicava que la nació alemanya necessitava ampliar el seu espai vital per assegurar-ne la lliure existència.

## Política
S'ha considerat que la política pot promoure les condicions que afavoreixen la llibertat positiva. Algunes propostes plantejades han sigut mantenir la societat exposada a creences i formes de vida diverses, o implantar un sistema educatiu que ajunti alumnes de diverses comunitats, que proporcioni informació rellevant i que animi a pensar críticament sobre les creences i valors heretats.
La democràcia és una forma de govern que permet als individus prendre les seves pròpies decisions. Però, no de manera absoluta, perquè quan perden una votació han de sotmetre's a la voluntat d'altres. Tanmateix, s'ha considerat que la democràcia és el procediment de presa de decisions que dona autonomia a més persones.
També s'ha assenyalat que participar en el procés deliberatiu incrementa la capacitat de prendre bones decisions. L'experiència i la pràctica continuada de deliberar actuen com a procés educatiu i resulten en una major habilitat intel·lectual i moral. En conseqüència, hi ha qui argumenta que donar un major poder polític a les persones ampliaria la seva llibertat positiva.
L'extensió d'aquests conceptes creen d'altres derivats, com l'existència d'una pau positiva (en oposició a una pau negativa definida simplement com la no guerra activa) que sigui condició per a la llibertat.